# Encyclopaedia Judaica
Die Encyclopaedia Judaica ist eine Enzyklopädie zur Geschichte und Kultur des Judentums in deutscher und englischer Sprache.

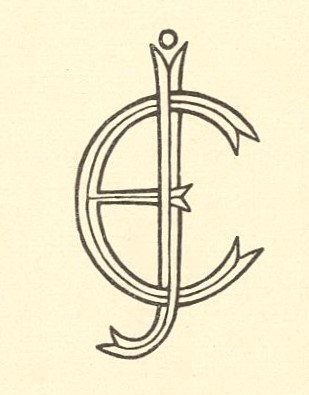
Signet (1928)

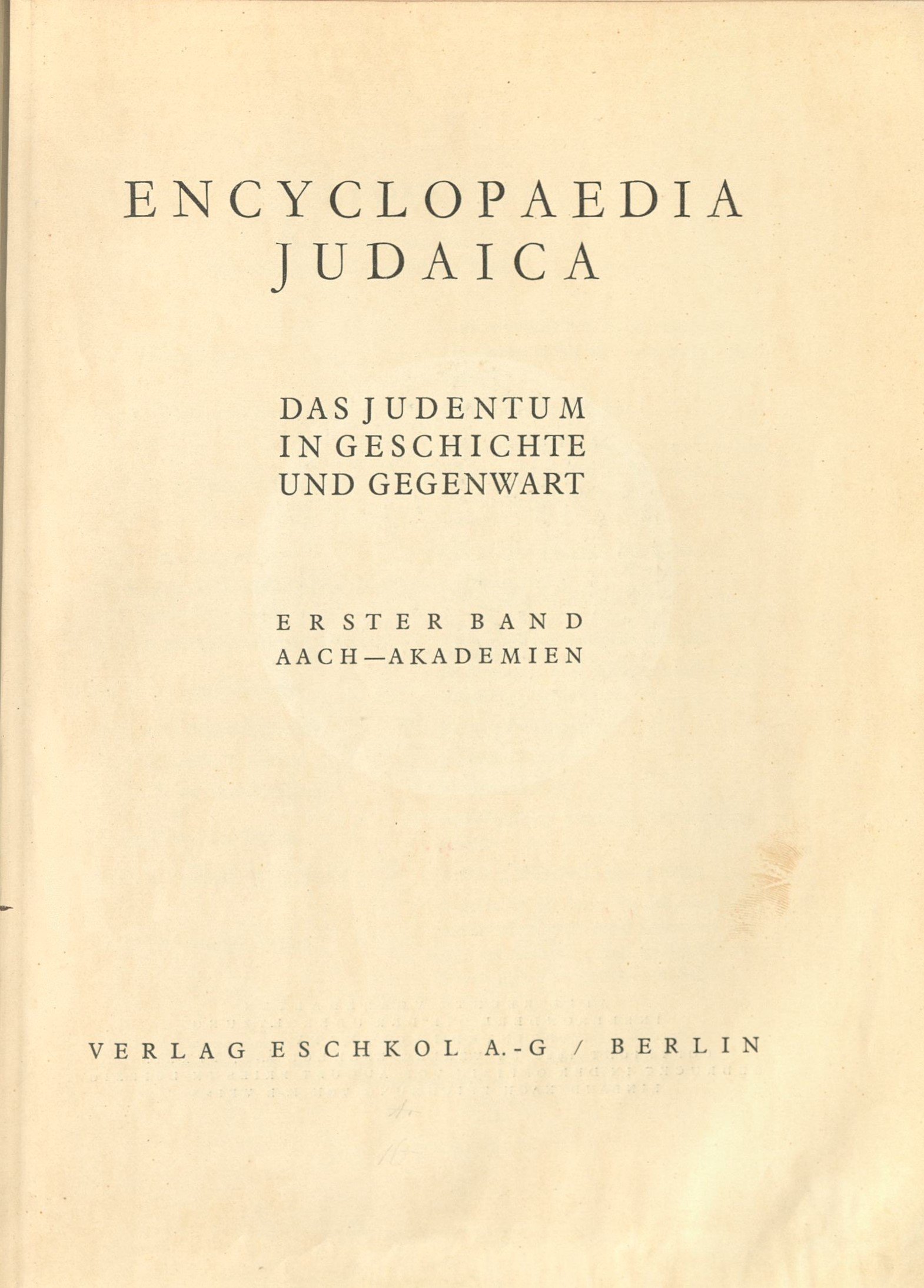
Encyclopaedia Judaica (1928)

## Geschichte

### Deutschsprachige Ausgabe (1928–1934)
Die erste Encyclopaedia Judaica  erschien seit 1928 in Berlin im Verlag Eschkol von Nahum Goldmann. Herausgeber waren Jakob Klatzkin und Ismar Elbogen. Deren Erscheinen musste nach 10 von 15 deutschsprachigen (A–Lyra) Bänden infolge der Machtergreifung der Nationalsozialisten eingestellt werden, 40.000 schon gedruckte Exemplare wurden in Leipzig 1933 vernichtet. Zwei hebräische Bände (A–Antipas) wurden unter dem Namen Eshkol (אשכול) publiziert.

### Englischsprachige Ausgabe (1971–1972 und 2007)
1971/1972 wurde eine englischsprachige Encyclopaedia Judaica in sechzehn Bänden in Jerusalem beim Verlag Keter und in New York bei Macmillan publiziert. Dazu erschienen von 1973 bis 1991 acht „Jahrbücher“ (1973, 1974, 1975–76, 1977–78, 1983–85, 1986–87, 1988–89, and 1990–91) und zwei „Decennial“-Bände (1973–82; 1983–92). 2007 erschien eine zweite, erweiterte Auflage in 22 Bänden.

## Ausgaben
Druckausgaben
- Jakob Klatzkin, Ismar Elbogen (Hrsg.): Encyclopaedia Judaica. Das Judentum in Geschichte und Gegenwart. 10 Bände, Eschkol Publikations Gesellschaft, Berlin 1928–1934.
- Encyclopaedia Judaica. 16 Bände, Keter, Jerusalem / Macmillan, New York 1971–1972.
- Encyclopaedia Judaica. 22 Bände, korr. Ausg. Detroit 1996.
- Encyclopaedia Judaica. 2nd edition. 22 Bände, Thomson Gale, Detroit / Keter, Jerusalem 2007.

CD-ROM-Ausgaben
- Encyclopaedia Judaica. CD-ROM edition; the most comprehensive authoritative source on the Jewish world. Version 1.0. Judaica Multimedia, Jerusalem 1997, ISBN 965-07-0665-8.
- Encyclopaedia Judaica. The most comprehensive authoritative source on the Jewish world; includes 26 printed volumes, updated text plus new feature articles, powerful search capabilities, interactive timeline, full multimedia program, all on one CD! VVB Laufersweiler Verlag, Gießen 2004, ISBN 3-89687-236-2.